# Kaikō 7000
Le ROV Kaikō 7000 est le deuxième submersible sans pilote de recherche océanographique japonais de la série, exploité par la Japan Agency for Marine-Earth Science and Technology (JAMSTEC). Cette première version a été lancée en 2004 et sa version améliorée Kaikō 7000-II en 2006 en attendant le Kaikō Mk-IV lancé en 2013.

## Historique
Le ROV se compose de deux parties, le lanceur et le véhicule. Le premier véhicule Kaikō a été perdu en mer le 29 mai 2003 au large des côtes de l’île de Shikoku pendant le typhon Chan-Hom, à cause de la rupture du câble secondaire le reliant à son lanceur. Durant cette période, des chercheurs de JAMSTEC ont commencé les essais en mer d'un ROV de remplacement permanent, ABISMO (en) (Automatic Bottom Inspection and Sampling Mobile). ABISMO est actuellement l’un des trois ROV jusqu’à 11.000 mètres (les deux autres étant Nereus de l'Institut océanographique de Woods Hole , et Deepsea Challenger, piloté par James Cameron).
Ces deux versions modifiées ne pouvaient effectuer des missions que jusqu'à 7.000 mètres de profondeur. le nouveau véhicule UROV 7K, un véhicule télécommandé de type câble à fibre optique de classe 7.000 m, a été modifié pour être intégré au lanceur Kaikō. Après avoir apporté les modifications nécessaires, il a commencé les essais en mer en avril 2004 et le 15 juillet il atteignait 7.031 mètres.
Il ne s'agissait que d'une mesure provisoire et les performances du manipulateur et la charge utile étaient très limitées. Pour cette raison, en avril 2006, la version Kaikō 7000-II a été déployée, avec des améliorations telles que l’ajout de manipulateurs et une nouvelle propulsion.